# The Clutch
The Clutch são um grupo de compositores norte-americanos, responsáveis por uma série de sucessos incluindo "Ice Box" de Omarion, "Like a Boy" de Ciara, "The Way I Are" de Timbaland, "Radar" de Britney Spears, "Double Dutch Bus" de Raven-Symone.